# Adoáin
Adoáin (Adoain en euskera batua y Aduañe en la variedad local) es un pueblo perteneciente al municipio de Urraúl Alto en el noroeste de Navarra. Pertenece a la Merindad de Sangüesa.
El pueblo se encuentra a 53 kilómetros de Pamplona.
A unos 760 metros de altitud, la montaña que bordea el pueblo por el norte se llama Uramburu.

## Población
Consta de muy poca población, ya que durante el invierno solo vive una persona, pastor, aunque los fines de semana es frecuentado por familias que mantienen su segunda residencia en el pueblo. El invierno es frío con temperaturas muy bajas, durante el verano hay un apacible clima.

## Personaje célebre
Esteban de Adoáin (1808-1880): Religioso capuchino y misionero, fue proclamado Venerable por la Iglesia Católica.

## Historia
La localidad ya existía en 1033, cuando hay constancia documental de que fue donado por el rey al Obispado de Pamplona. De finales del siglo XI o inicios del siglo XII es la iglesia parroquial de San Esteban.
En abril de 1972 fueron robadas dos esculturas de la Virgen de valor artístico, una de estilo gótico y otra del siglo XV o siglo XVI.